# Новгородски кремљ
Новгородски кремљ или Новгородски детинец (рус. Новгородский кремль или Новгородский детинец), средњовековно је утврђење типа кремља у централном делу града Великог Новгорода, на северозападу европског дела Руске Федерације. Кремљ се налази дуж леве обале реке Волхов, на свега неколико километара од њеног истока из језера Иљмењ и представља историјско средиште Новгорода. Први писани подаци о утврђењу датирају из 1044. године, док садашњи изглед тврђаве вероватно потиче из периода између 1484. и 1490. године.
Новгородски кремљ се налази на листи културног наслеђа Руске Федерације где је заведен под бројем 5310033000, а такође се као део Историјског центра Новгорода и околине налази на листи Светске баштине Унеска.

## Историја
Првобитно утврђење са оградом од дрвета настало је вероватно 1044. године у северозападном делу савременог кремља, на подручју код данашњег Владичанског двора. Оснивач утврђења био је књаз Владимир Јарославич, син Јарослава Мудрог.
Већ наредне, 1045. године књаз Владимир је унутар кремља започео са градњом Софијског сабора, храма чија је градња трајала пуних 7 година, а који је освештан 1052. године. Књаз Владимир је умро непун месец дана по освештању храма, и сахрањен је у крипту истог. Софијски сабор постао је тако централним храмом града Новгорода, али и централним објектом унутар утврђења, и око њега су се радијално на истој удаљености обавијале зидине утврђења изграђене углавном од храстовог дрвета.
У почетку се у кремљ улазило само кроз две капије, а централна Владичанска улица пресецала је унутрашњост утврђења у смеру запад-исток и завршавала се на волховском великом мосту. Како је целокупно утврђење било изграђено од дрвета чести су били пожари, а један такав захватио је утврђење 1097. године и том приликом је изгорео знатан део комплекса.
Након што је 1136. ограничена власт новгородских књажева у корист народног већа, Новгородски кремљ постаје седиштем новоосноване Новгородске републике. Књажевски двор је пренесен у Городишче, а главно политичко и духовно седиште, како града тако и републике постаје Владичански двор. Да би се спречили нови пожари, али и додатно утврдио сам кремљ године 1333. тадашњи новгородски архиепископ Василије Калика започео је са радовима на замени дрвених зидова каменим. Комплетна замена дрвених греда за камене блокове завршена је тек 30-их година XV века.
Најсвеобухватнији радови на обнови и додатном утврђивању кремља започињу 1478. године, а под патронатом московског књаза Ивана III Васиљевича (исте године Новгород је ушао у састав Московске кнежевине) и новгородског архиепископа Генадија. Обимни радови окончани су 1490. године, а само утврђење фактички је изграђено изнова и очувало се до данашњих дана.
Један значајан део источног зида уз обалу Волхова урушио се у реку 7. маја 1862. године, али је обновљен свега две године касније. До урушавања мањих делова зидина долазило је и наредних година.

## Архитектура
Новгородски кремљ налази се на маленом узвишењу уз леву обалу реке Волхов, на око 10 метара изнад речног корита. Има форму неправилног овала издуженог у смеру север-југ и благо конкавног у правцу пружања уз реку. Укупна дужина зидина је 1.487 метара, максимална дужина у смеру север-југ је 565 метара, док је највећа дужина у правцу запад-исток 220 метара. Укупна површина простора унутар зидина је 12,1 хектар.
Зидине су грађене од камена, цигле и малтера, а дебљина зидова варира од 3,6 до 6,5 метара. Висина зидина варира од 8 до 15 метара. Једна од специфичности Новгородског кремља била је и градња надвратних цркава чији су главни ктитори били искључиво новгородски архиепископи. Зидине кремља биле су повезане са укупно 12 кула које су садашња имена добиле тек крајем XIX и почетком XX, док се једна кула налазила унутар кремља (сат кула). Свака од кула имала је по 5 или 6 спратова који су међусобно били повезани дрвеним степеништима. У вишим деловима кула налазиле су се стрељане, док су нижи делови често служили и као складишта за оружје. Куле су грађене у различитим временским периодима, а до данашњих дана очувано је њих седам: Спаска (саграђена 1297), Дворјанска, Књажева, Кокуј-кула (саграђена за владавине Петра Великог), Покровска (саграђена 1305), Кула Јована Златоустог, Митрополитска, Фјодоровска и Владимирска.
Најзначајније грађевине у унутрашњости кремља су:
- Софијски собор
- Црква Андреја Стратилата
- Црква Уласка Господњег у Јерсалим – саграђена 1759. на рушевинама храма из XIV века.
- Новгородски владичански двор
- Звоник Софијског сабора
- Споменик „Вечна ватра славе“
- Споменик „Хиљадугодишња Русија“

- Софијски сабор
- Кремљ на фрагменту Михајловске иконе „Знамења Мајке Божије“
- Звоник Софијског сабора